# 페라노
페라노(이탈리아어: Perano)는 이탈리아 아브루초주 키에티도에 있는 코무네이다.